# Vitor Reis
Vitor de Oliveira Nunes dos Reis, noto semplicemente come Vitor Reis (São José dos Campos, 12 gennaio 2006), è un calciatore brasiliano, difensore del Girona, in prestito dal Manchester City.

## Caratteristiche tecniche
È un difensore centrale.

## Carriera

### Club
Vitor Reis è cresciuto nel settore giovanile del Palmeiras, con cui ha firmato il primo contratto professionistico a fine 2022. Nell'ottobre del 2023 è stato inserito nella lista dei migliori sessanta calciatori nati dopo il primo gennaio del 2006 stilata da The Guardian.
Ha debuttato in prima squadra il 27 giugno 2024 nell'incontro di Série A perso 3-0 contro il Fortaleza ed il 2 luglio seguente ha segnato il suo primo gol nel successo per 2-0 contro il Corinthians.
Il 21 gennaio 2025, Reis viene acquistato a titolo definitivo per 29,6 milioni di sterline dal Manchester City, con cui sottoscrive un contratto di quattro anni e mezzo.
L'8 agosto 2025 viene ceduto in prestito al Girona, in Primera División.

### Nazionale
Nel 2023 con Brasile Under-17 ha vinto il campionato sudamericano ed ha partecipato al campionato mondiale, rivestendo il ruolo di capitano in entrambe le competizioni.

## Statistiche

### Presenze e reti nei club
Statistiche aggiornate all'8 agosto 2025.
| Stagione        | Squadra         | Campionato      | Campionato | Campionato | Coppe nazionali | Coppe nazionali | Coppe nazionali | Coppe continentali | Coppe continentali | Coppe continentali | Altre coppe | Altre coppe | Altre coppe | Totale | Totale | Totale |
| Stagione        | Squadra         | Comp            | Pres       | Reti       | Comp            | Pres            | Reti            | Comp               | Pres               | Reti               | Comp        | Pres        | Reti        | Pres   | Reti   |        |
| --------------- | --------------- | --------------- | ---------- | ---------- | --------------- | --------------- | --------------- | ------------------ | ------------------ | ------------------ | ----------- | ----------- | ----------- | ------ | ------ | ------ |
| 2024            | Palmeiras       | A1/SP+A         | 0+18       | 0+1        | CB              | 2               | 1               | CL                 | 2                  | 0                  |             | -           | -           | 22     | 2      |        |
| gen.-giu. 2025  | Manchester City | PL              | 1          | 0          | FACup+CdL       | 2+0             | 0               | UCL                | 0                  | 0                  | CS+Cmc      | 0+1         | 0           | 4      | 0      |        |
| 2025-2026       | Girona          | PD              | -          | -          | CR              | -               | -               | -                  | -                  | -                  | -           | -           | -           | -      | -      |        |
| Totale carriera | Totale carriera | Totale carriera | 19         | 1          |                 | 4               | 1               |                    | 2                  | 0                  |             | -           | -           | 26     | 2      |        |

## Palmarès

### Club

#### Competizioni statali
- Campionato paulista: 1

Palmeiras: 2024

### Nazionale
- Campionato sudamericano Under-17: 1

2023